# Pabellón Barris Nord
El Pabellón Barris Nord (en catalán Pavelló Barris Nord) es la instalación deportiva donde se disputan los partidos de baloncesto del Força Lleida Club Esportiu. Su construcción se inició el 1 de junio de 2001 y se dio por terminada el 4 de octubre del mismo año. Posteriormente, en el verano de 2003, sufrió una remodelación que le permitió aumentar su aforo desde los 5100 espectadores iniciales hasta los 6100 que puede albergar actualmente.
La construcción de este pabellón fue debida al ascenso del Lleida Basquetbol a la liga ACB, el equipo tuvo que abandonar el antiguo Pabellón Onze de Setembre porque no cumplía con los requisitos mínimos de capacidad requeridos en la liga. Su construcción fue una carrera contra reloj, puesto que la instalación tenía que estar acabada para el primer partido de liga, la obra se ejecutó en sólo 125 días.
El pabellón debe su nombre al emplazamiento que ocupa dentro de la ciudad de Lérida: situado en la zona norte y entre los barrios de Pardiñas, del Secà de San Pedro y de Balafia.
El club nació el verano de 1997. Después de jugar dos temporadas en la liga EBA, dio el salto a la liga LEB la temporada 1999-2000 con el objetivo de llegar a medio término a la élite del básquet nacional a la Liga ACB. No fue hasta la temporada 2000-2001 cuando el sueño se hizo realidad con el ascenso a la ACB en el cuarto partido de la final de la eliminatoria en el Pabellón Nou congost de Manresa.
La siguiente temporada (2001-02), ya en la élite del baloncesto español, consiguió la clasificación para los play-offs para el título, un hecho que nunca ningún equipo debutante en la categoría había alcanzado. El rival en los cuartos de final fue el FC Barcelona, que pasó la eliminatoria, pero todos elogiaron la gran temporada del equipo.
La temporada fatídica fue la 2004-05 cuando el equipo desciende a la liga LEB. Desde entonces su objetivo es volver a la máxima categoría del baloncesto estatal.
En abril del 2012 (del 26 al 29) albergó la final four de la "UEFA Futsal Cup". Los equipos participantes fueron: FC Barcelona Alusport, Dinamo de Moscú de Rusia, Sporting Club de Portugal y Marca Futsal de Italia, resultando campeón el FC Barcelona

## Grandes eventos artísticos celebrados
- 2006: Operación Triunfo 2006 (24 de marzo)
- 2006: Operación Triunfo 2006 (25 de marzo)
- 2007: Fito & Fitipaldis (11 de mayo)
- 2008: Miguel Bosé (4 de octubre)
- 2009: El Canto del Loco (16 de mayo)

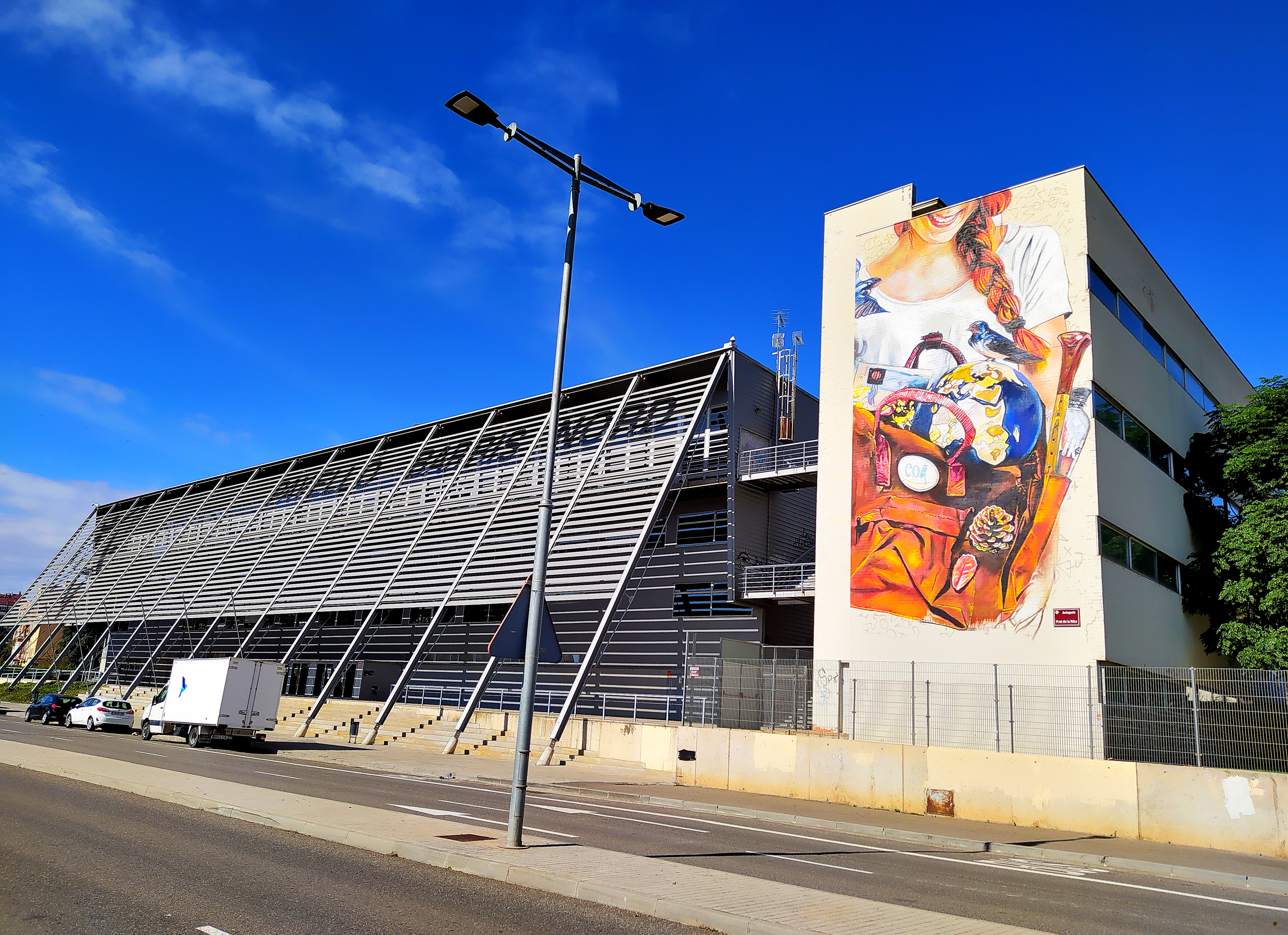
Pavelló barris nord lleida W

- 2010: El Barrio (18 de abril)